# إيس سكوتر
إيس سكوتر (بالإنجليزية: Ace Scooter)‏ هي طائرة خفيفة أنتجت في الولايات المتحدة. من صناعة شركة ايس لصناعة الطائرات.